# Syzygium arcanum
Syzygium arcanum är en myrtenväxtart som beskrevs av Peter Shaw Ashton. Syzygium arcanum ingår i släktet Syzygium och familjen myrtenväxter. Inga underarter finns listade i Catalogue of Life.